# Сан Пјетро (Верона)
Сан Пјетро је насеље у Италији у округу Верона, региону Венето.
Према процени из 2011. у насељу је живело 2667 становника. Насеље се налази на надморској висини од 70 м.